# Qinhuangdao
Qinhuangdao is een stad in de gelijknamige prefectuur in China. Bij de volkstelling van 2020 had de stad 1.520.199 inwoners, de gehele prefectuur had 3.136.879 inwoners.
Qinhuangdao ligt in de provincie Hebei. Haigang (海港区), Shanhaiguan (山海关区) en Beidaihe (北戴河区) zijn de stadswijken. Qinhuangdao ligt aan de Bohaizee, via de Gele Zee staat het in verbinding met de Stille Oceaan.

## Klimaat
Het klimaat wordt beïnvloed door moessons. Het heeft een vochtig continentaal klimaat, Dwa volgens de klimaatclassificatie van Köppen. In de winter waait een koude en droge wind vanuit Siberië waarmee het temperend effect van de dichtbijgelegen zee wordt weggedrukt. In januari ligt de gemiddelde temperatuur op -4,8°C. De zomers zijn heet en nat en de wind waait vooral uit het zuidoosten vanaf de Stille Oceaan. Juli en augustus zijn het warmst met een gemiddelde temperatuur van 25 °C. In juni tot en met augustus valt zo’n 70% van de totale jaarlijkse neerslag van 630 millimeter.
| Maand                            | jan   | feb   | mrt   | apr  | mei  | jun  | jul  | aug  | sep  | okt  | nov   | dec   | Jaar  |
| -------------------------------- | ----- | ----- | ----- | ---- | ---- | ---- | ---- | ---- | ---- | ---- | ----- | ----- | ----- |
| Hoogste maximum (°C)             | 11,5  | 18,3  | 21,8  | 31,6 | 37,1 | 38,4 | 39,2 | 35,1 | 33,6 | 29,4 | 21,6  | 14,0  | 39,2  |
| Gemiddeld maximum (°C)           | 0,1   | 2,6   | 8,4   | 16,1 | 22,1 | 25,7 | 28,1 | 28,5 | 25,2 | 18,4 | 9,7   | 2,9   | 15,7  |
| Gemiddeld minimum (°C)           | −8,8  | −6,3  | −0,5  | 6,9  | 13,1 | 18,0 | 21,7 | 21,0 | 15,6 | 8,4  | 0,5   | −5,6  | 7,0   |
| Laagste minimum (°C)             | −20,8 | −17,0 | −12,5 | −5,0 | 3,0  | 9,9  | 14,3 | 13,1 | 4,4  | −2,8 | −11,8 | −16,4 | −20,8 |
|                                  |       |       |       |      |      |      |      |      |      |      |       |       |       |
| Neerslag (mm)                    | 3     | 3     | 9     | 24   | 55   | 102  | 190  | 152  | 51   | 29   | 11    | 5     | 634   |
| Bron: Weather.com.cn Qinhuangdao |       |       |       |      |      |      |      |      |      |      |       |       |       |

## Haven
Qinhuangdao is tevens de locatie van een van de grootste havens ter wereld, aan de baai van Bohai. De haven werd in 1898 aangelegd. In de haven worden voornamelijk brandstoffen overgeslagen. Veruit het grootste aandeel heeft steenkool, maar ook aardolie en olieproducten worden behandeld. De meeste steenkool in China wordt gewonnen in de provincies Binnen Mongolië, Shanxi en Shaanxi. Vandaar wordt de steenkool naar de havens aan de Chinese oostkust vervoerd, daar geladen in bulkcarriers en naar het zuiden van China getransporteerd of geëxporteerd. Verder zijn er nog ligplaatsen voor containerschepen en voor schepen met traditioneel stukgoed.
Er zijn zo’n 50 ligplaatsen en schepen met een maximaal draagvermogen van 150.000 DWT kunnen af- en aanmeren. De haven is van nature voldoende diep en is het gehele jaar ijsvrij. Het haventerrein is 11,3 km2 groot en de kade heeft een totale lengte van 12 kilometer. Voor het vervoer naar het achterland is de haven verbonden met snelwegen, spoorwegen, waaronder de voor steenkool zeer belangrijke Daqin spoorlijn, en pijpleidingen. In 2012 werd zo’n 247 miljoen ton bulkproducten verwerkt en de haven stond hiermee op de vierde plaatste wereldwijd na Tangshan, ook aan de Bohaizee gelegen, Ningbo-Zhoushan en Port Hedland in Australië. Met 237 miljoen ton steenkool was het de grootste steenkoolhaven ter wereld in 2012.
| Jaar | Overslag | Groei versus vorige periode |
| ---- | -------- | --------------------------- |
| 1985 | 44,2     |                             |
| 1990 | 69,5     | 57,3%                       |
| 1995 | 83,8     | 20,6%                       |
| 2000 | 97,4     | 16,3%                       |
| 2005 | 169,0    | 73,5%                       |
| 2010 | 263,0    | 55,6%                       |
| 2015 | 253,1    | -3,8%                       |

## Sport
Het Qinhuangdao Olympisch Stadion was een van de voetbalstadions voor de Olympische Zomerspelen in 2008 in China.

## Geboren
- Chen Yin (1986), zwemmer